# Pachycerianthus multiplicatus
Espèce
Pachycerianthus multiplicatus est une espèce de cnidaires de la famille des Cerianthidae (un cérianthe). Elle ressemble fortement à Cerianthus lloydii, bien que légèrement plus imposante. Elle comporte jusqu'à 200 tentacules et mesure environ 30 cm.
On trouve cette espèce majoritairement dans la vase ou des sables plutôt vaseux, entre 10 et 100 m de profondeur, au large des côtes britanniques et irlandaises, le long de la côte ouest de l'Écosse et en Scandinavie.